# Liocranchia
Liocranchia Pfeffer, 1884 è un genere di molluschi cefalopodi appartenente alla famiglia Cranchiidae.

## Descrizione
In Liocranchia il mantello è allungato e fusiforme, terminante con una punta sottile sulla quale si trovano le pinne che sono ovoidali o quasi circolari, unite per la maggior parte della lunghezza. Sul bulbo oculare sono presenti da 4 a 14 fotofori di forma ovale. All'apice del terzo paio di braccia delle femmine anche immature sono presenti fotofori. Il quarto braccio, indifferentemente il destro o il sinistro, è ectocotilizzato nel maschio, mantiene comunque le ventose nella parte mediale.
Il mantello misura fino a 24 cm di lunghezza.

## Distribuzione e habitat
Il genere è presente in tutti gli oceani tropicali o subtropicali.
Come nella generalità dei Cranchiidae le paralarve si trovano in acque poco profonde della zona epipelagica. Gli individui più grandi discendono a maggiori profondità nella zona mesopelagica e nella zona batipelagica fino a oltre 1200 metri di profondità. Pare che almeno L. reinhardti effettui migrazioni nictemerali.

## Biologia

### Predatori
Sono preda di svariati predatori pelagici.

## Tassonomia
Il genere comprende 2 specie::
- Liocranchia reinhardti (Steenstrup, 1856)
- Liocranchia valdiviae Chun, 1910